# James William Pattison
James William Pattison (* 14. Juli 1844 in Boston, Massachusetts; † 29. Mai 1915 in Asheville, North Carolina) war ein US-amerikanischer Landschafts- und Marinemaler, Kunstkritiker, Kunstschriftsteller sowie Kunst- und Hochschullehrer.

## Leben
Pattison war eines von vier Kindern des baptistischen Geistlichen Robert Everett Pattison (1800–1874), welcher in den Jahren 1858 bis 1864 als Schulleiter des Oread Institute in Worcester, Massachusetts, und von 1864 bis 1870 als Professor für systematische Theologie am Shurtleff College in Alton, Illinois, wirkte. Pattison nahm als Freiwilliger der Union Army am Sezessionskrieg teil. Von April 1864 bis August 1865 diente er in der Kompanie G des 57th Regiment of the Massachusetts Volunteers, einer Einheit der Potomac-Armee, die für die Belagerung von Petersburg gebildet worden war. Von den Kriegsereignissen berichtete er James Harpers Zeitschrift Harper’s Weekly mittels Skizzen.

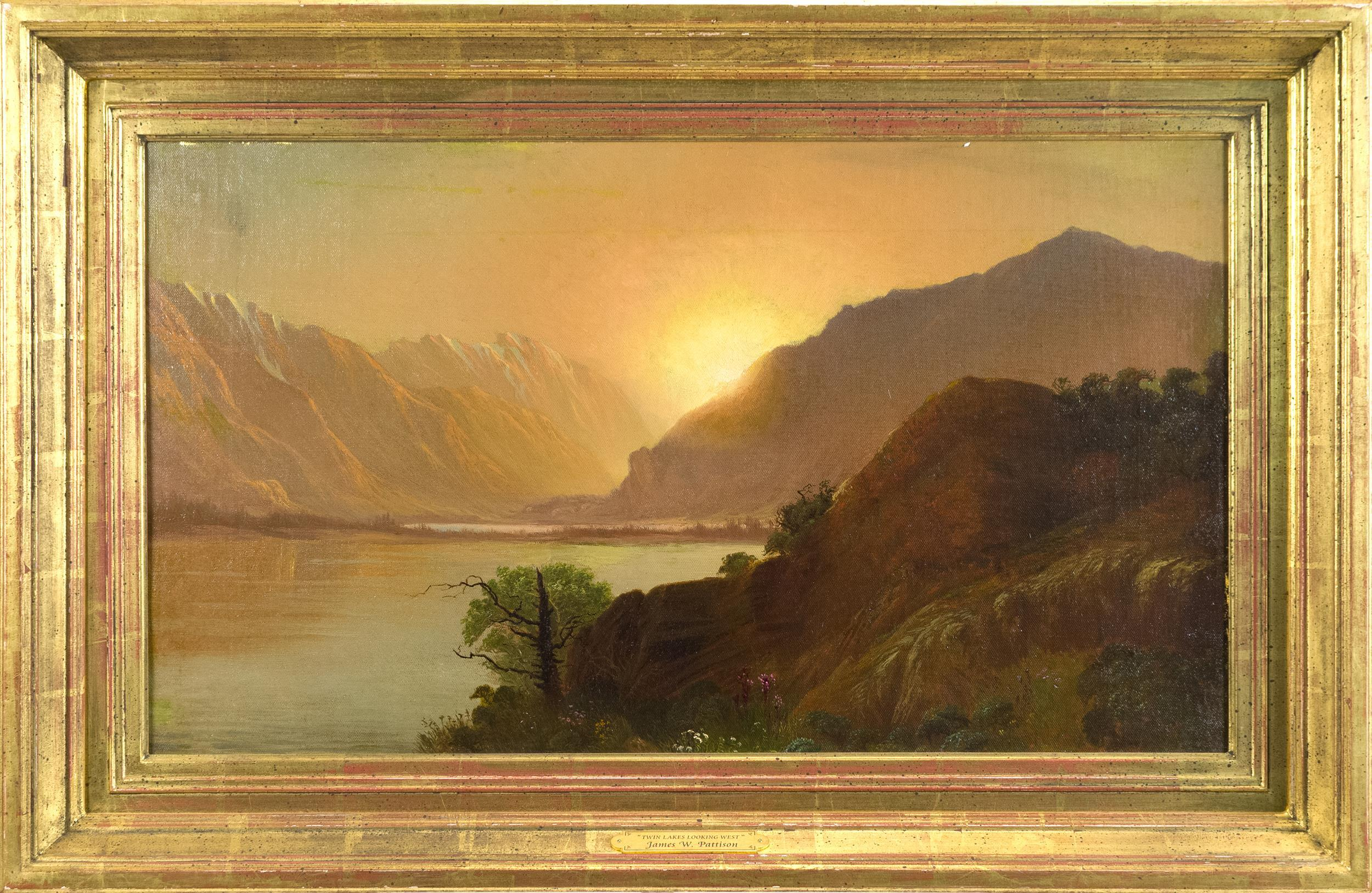
Twin Lakes, Looking West, 1872

Am Kriegsende nahm er privaten Kunstunterricht in St. Louis, wo er seine erste Frau heiratete. 1866 lebte er in New York City und erhielt Privatunterricht bei Sanford Robinson Gifford (oder Robert Swain Gifford), den Brüdern William und James Hart sowie George Inness, die ihn an die romantischen Maltraditionen der Hudson River School heranführten. Danach arbeitete er von 1869 bis 1873 als Kunstlehrer an der Washington University in St. Louis, wo William Merritt Chase einer seiner Schüler war.
1873 ging er nach Düsseldorf, durch die Düsseldorfer Malerschule damals ein internationales Zentrum der zeitgenössischen Malerei und Kunstausbildung, und blieb bis 1876 ein Privatschüler des Landschaftsmalers Albert Flamm. Inzwischen verwitwet lernte er in Düsseldorf seine zweite Frau kennen, die US-amerikanische Stilllebenmalerin Helen Searle, die er 1876 heiratete. Das Paar zog für rund sechs Jahre nach Paris und in die Künstlerkolonie von Écouen, wo Pattison Unterricht bei dem italienischen Tier- und Landschaftsmaler Luigi Chialiva erhielt. In den Jahren 1879 bis 1881 beschickte Pattison die Ausstellungen des Salon de Paris.
1882 oder 1883 kehrte das Paar in die Vereinigten Staaten zurück und lebte etwa zwei Jahre in New York City. Dort nahm Pattison an Ausstellungen der National Academy of Design und der American Water Color Society teil. Anschließend nahm er eine Stelle als Direktor der School of Fine Arts der 1830 gegründeten Jacksonville Female Academy in Jacksonville (Morgan County, Illinois) an, wo seine zweite Ehefrau im November 1884 verstarb. 1893 nahm er an der World’s Columbian Exposition teil.

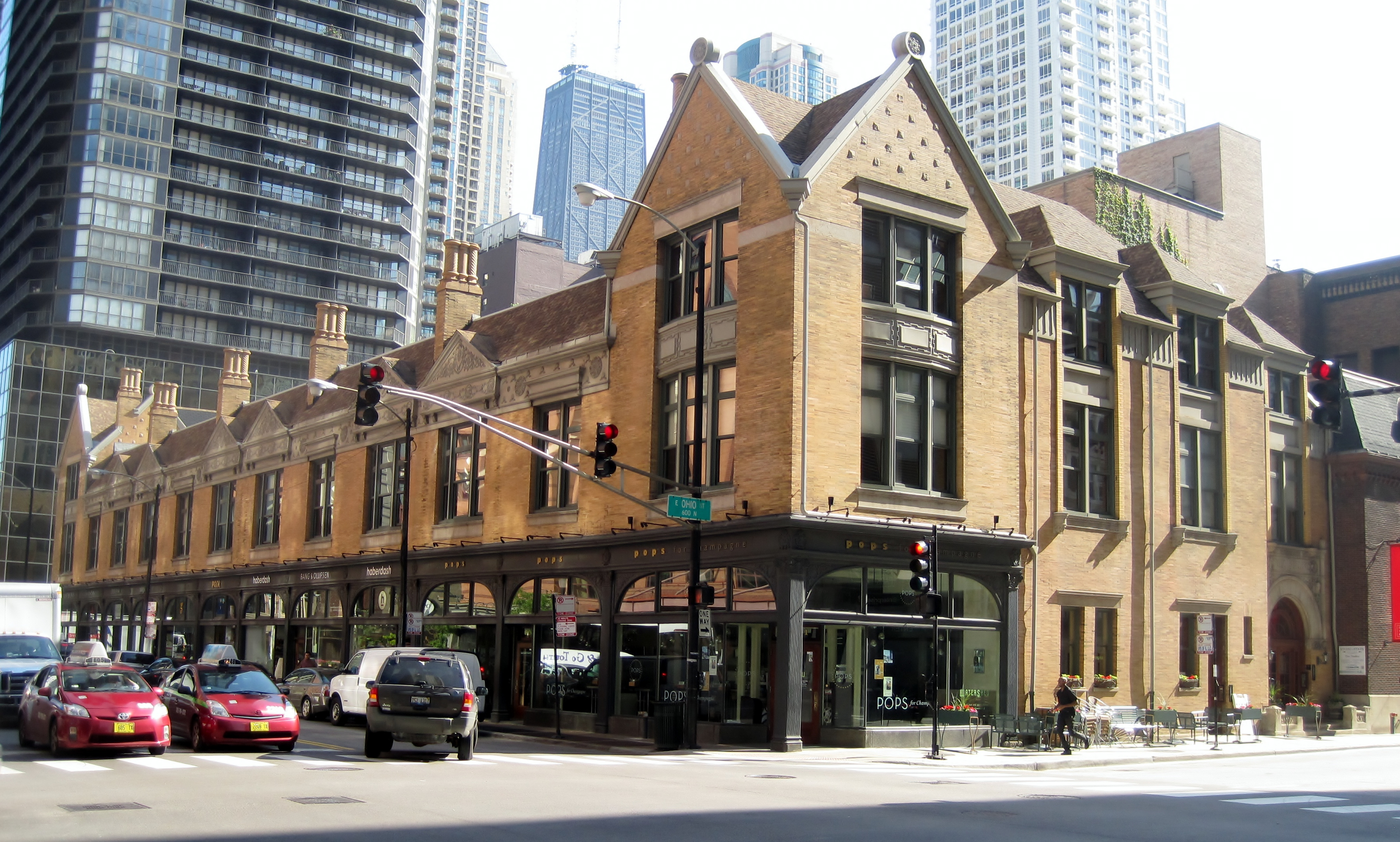
Tree Studio Building in Chicago, Foto 2012

 1896 zog Pattison nach Chicago und unterrichtete als faculty lecturer on the collections am Art Institute of Chicago. Außerdem bekleidete er ein zweites Lehramt am Rockford College in Rockford, Illinois. Ferner engagierte er sich in der Municipal Art League of Chicago, in der Society of Western Artists, in der Chicago Society of Artists, im Cliff Dwellers Club und im Palette and Chisel Club. 1904 war er Teilnehmer der Louisiana Purchase Exposition. Pattison lebte und arbeitete im Tree Studio Building in Chicagos Stadtteil Near North Side, ehe er 1906 zu seiner dritten Ehefrau, Hortense Roberts Pattison, die er 1905 geheiratet hatte, nach Park Ridge, Illinois, zog. Einer seiner Nachbarn war dort der Maler Walter Marshall Clute (1870–1915), welcher ein Profil Pattisons in der Chicagoer Kunstzeitschrift The Sketch Book veröffentlichte. Ein weiteres Bildnis Pattisons malte der Porträtist Louis Betts (1873–1961). Im Alter zog sich Pattison nach Asheville in North Carolina zurück, wo er 70-jährig starb.

## Werke (Auswahl)

### Malerei, Zeichnungen
- Battery and Encampment in Clearing, 1864/1865, Zeichnung
- The Siege of Petersburg, Encampment and Headquarters of the 1st Brigade Division of the 9th Corps, 1865, Öl auf Papier
- Twin Lakes, Leadville, Colorado, 1872, Vose Galleries, Boston
- Tranquillity, um 1906, Union League Club of Chicago
- Figures on a street in Ecouen, near Paris
- View of the Piedmonts in North Carolina

### Schriften
- ab 1886: Pattison’s Art Talks. In: Jacksonville Journal und Chicago Journal
- 1901: Painting in the Seventeenth and Eighteenth Centuries
- 1904/1906: The world’s painters since Leonardo; being a history of painting from the Renaissance to the present day. Dulfield, New York
- ab 1910: Herausgeber der Zeitschrift Fine Arts Journal
- 1912: „The Chicago plan“. To make Chicago beautiful. In: Fine Arts Journal
- diverse Beiträge für Arts for America sowie die Zeitschrift der Central Art Association, Chicago